# Língua chechena

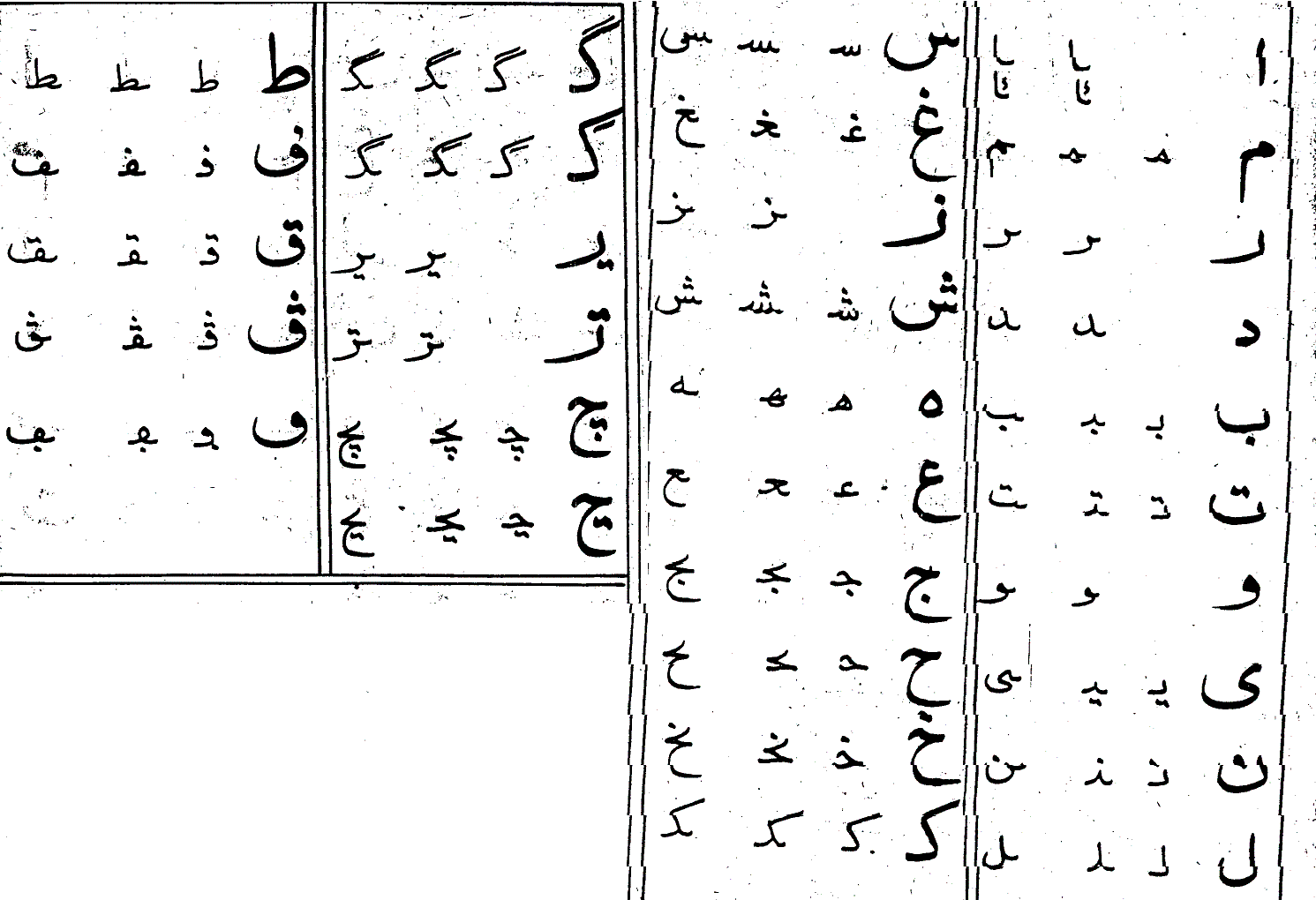
Alfabeto checheno em um livro de 1925

O checheno ou tchetcheno é uma língua caucásica do norte e uma das duas línguas oficiais da Chechênia. Os falantes desta língua são capazes de entender-se, em certa forma, com os falantes da língua ingush.
O checheno tem diversos dialetos. Calcula-se o número de falantes em torno de 1.330.000. O checheno escrevia-se com o alfabeto árabe até os anos 20. Anteriormente ao século XX, o árabe utilizava-se para a maior parte das comunicações na Chechênia, utilizando o checheno principalmente como língua falada. O árabe perdeu popularidade e o russo converteu-se na língua escrita com a chegada da União Soviética. A maioria dos falantes do checheno falam também fluentemente russo. O alfabeto latino começou a ser usado para escrever o checheno em meados dos anos 20 em lugar do Árabe. Em 1938, adotou-se o alfabeto cirílico. Com a declaração da República de Chechênia em 1992, a maioria dos falantes do checheno voltaram a utilizar o alfabeto latino.

## Línguas correlatas
Os dialetos do checheno são o checheno das terras baixas (base de sua língua literária) e, segundo as formas adjetivais presentes em fontes russas, o cheberlojskij, sharojskij, shatojsko-itumkalinskij, galanchzhojskij, akkinskij (a forma utilizada pelos chechenos no área de Khasavyurt, em Daguestão, aos que se conhecem também como chechenos aukhov) e o dialeto montanhês, dividido em dois subdialetos, o khildikharoiskij e majstinskij, modalidades próprias dos chechenos que emigraram para a Geórgia oriental entre o século XVII e finais do XIX (conquanto em fontes georgianas estes chechenos procedentes das montanhas, vizinhos das tribos do norte de Georgia Khevsur, Pshav e Tush, aparecem como "kist's"). Assim, os georgianos mencionam um dialeto kist`, enquanto a Enciclopedia Georgiana (soviética) mantém que os chechenos com residência na Georgia oriental utilizam em contextos familiares um dialeto que é uma mistura de kist'-georgiano.

### Dialetos
- Ploskost
- Itumkala (Shatoi)
- Melkhin
- Kistin
- Cheberloi
- Akkin (Aux)

## Gramática
Uslar foi o primeiro em levar a cabo um estudo erudito do checheno: sua gramática, a segunda em ordem dentro de sua série de sete monogramas, apareceu em 1888. Jakovlev, por sua vez, publicou em 1941 um extenso estudo sobre a sintaxe, mas a análise morfológica que realizou por separado, ainda que completada em 1939, não foi publicada até 1959.
Checheno tem uma lexicografia particular, ao criar novas palavras pela fixação de frases completas em lugar de adicionar afixos aos substantives ou combinar palavras existentes. Com isso a procurar de certas palavras em dicionários fica difícil para quem não conhece a língua com maior profundidade.

### Classes
Não há gênero, tendendo os Substantivos classe, número e caso.
Os marcadores para formar o plural são -š e -y, como kor 'janela', plural kor.a.š; belxalo 'operário', plural belxaloy; nana 'mãe', plural nanoy. A numeração do 1 ao 10 é a seguinte: ši', qo', di', pxi', yalx, worh, barh, iss, itt; 20 tqa, 30 tqeitt, 40 šöztqa, 100 b'e. a conjugação do verbo é por classe gramatical sem referência à pessoa, distinguindo-se modo, aspecto, tempo e número.
Os substantives Chechenos pertencem a diversos Gêneros ou Classes Gramaticais (seis, 3 singular + 3 plural), apresentando assim os prefixos específicos com os quais os verbos concordam. Há muitas marcações de caso e post-posições. O verbo concorda com gênero / classe, há somente formas temporais e particípios. É uma língua ergativa, concordando o verbo tanto com o objeto direto como com o sujeito, no caso de intransitivo.

### Declinações
São oito os casos gramaticais, alguns auto-explicativos:
- Nominativo
- Genitivo
- Dativo
- Ergativo (sujeito de verbo intransitivo é tratado como objeto direto)
- Alativo – Objeto indireto, oblíquo
- Instrumental (com o que)
- Alativo – objeto oblíquo
- Comparativo

## Classificação
Checheno é uma das línguas do Cáucaso, sendo lingüisticamente um idioma da família “Nakh” junto com as línguas Ingush e Bats; ambas Línguas Nordeste-Caucasianas. Checheno é mutualmente intelegível com a língua Ingush.
Muitas palavras do Checheno vieram da Língua russa, das “Línguas Túrquicas”, da “Língua Kumik”, da Língua árabe, da Língua persa e da Língua georgiana.

### Geografia
Conforme o Censo da Rússia de outubro de 2002, havia 1,330,000 falantes de Checheno. O Censo de 1989 registrava 955 mil falantes, sendo 95% deles na Rússia e os demais na “Diáspora Chechena” do Oriente Médio, principalmente na Jordânia.
É o idioma oficial da República Autônoma da Chechênia, na Federação Russa;

### História
Antes da conquista pela Rússia a maioria da escrita na Chechênia era de textos islâmicos e estórias dos clãs, escritas geralmente em “árabe” ou em “Checheno” com caracteres arábicos. Os soviéticos destruíram quase toda essa documentação em 1944. O idioma Checheno literário foi criado após a Revolução de Outubro, tendo se iniciado o uso do Alfabeto latino nos anos 20. O Alfabeto cirílico foi adotado em 1938 para aproximar a nação aos russos. Com a declaração da república Chechena em 1992, voltou a ser usado também o alfabeto latino.
As pessoas da diáspora chechena na Jordânia, Turquia e Síria são fluentes, mas não muito alfabetizados, em Checheno. As exceções são de indivíduos que fizeram esforços para aprender essa escrita nesses países que não usam o alfabeto cirílico.
A escolha do alfabeto para a língua chechena tem caráter político, pois a Rússia prefere que seja usado o alfabeto cirílico, enquanto os separatistas “Ichkteria” preferem o latino.

## Alfabetos
Na parte montanhosa da Chechênia foram encontradas muitas inscrições em Alfabeto georgiano, embora as mesmas não sejam exatamente em Checheno. Junto com o Islamismo veio o Alfabeto árabe, o qual foi reformado durante o reinado de “Imam Shamil” e depois em 1910, 1920 e 1922.
O alfabeto de “Uslar”, uma mistura dos alfabetos Cirílico, Latino e Georgiano, foi usado nesses mesmos períodos para estudo acadêmicos. Foi reformado em 1911, mas jamais foi popular entre a população.
O alfabeto latino passou a ser usado em 1925, unificado com o Ingush em 1934 e abolido em 1938. Trata-se do Alfabeto standard, sem o W, com um "e’’ invertido, havendo diversos diacríticos e algumas combinações de consoantes com o “h”.
| A a   | Ä ä | B b   | C c   | Č č | Ch ch | Čh čh | D d   |
| E e   | F f | G g   | Gh gh | H h | I i   | J j   | K k   |
| Kh kh | L l | M m   | N n   | N̡ n̡ | O o   | Ö ö   | P p   |
| Ph ph | Q q | Qh qh | R r   | S s | Š š   | T t   | Th th |
| U u   | Ü ü | V v   | X x   | X́ x́ | Y y   | Z z   | Ž ž   |

De 1938 a 1992 foi usado apenas o alfabeto cirílico. São 45 letras: o Cirílico standard mais a letra “I”; algumas combinações de Vogais com o símbolo gráfico; de Consoantes com o “I”.
| Cirílico | Nome em Cirílico | Letra latina moderna corresp. |
| -------- | ---------------- | ----------------------------- |
| А а      | а                | A a                           |
| Аь аь    | аь               | Ä ä                           |
| Б б      | бэ               | B b                           |
| В в      | вэ               | V v                           |
| Г г      | гэ               | G g                           |
| ГI гI    | гIа              | Ġ ġ                           |
| Д д      | дэ               | D d                           |
| Е е      | е                | E e                           |
| Ё ё      | ё                |                               |
| Ж ж      | жэ               | Ƶ ƶ                           |
| З з      | зэ               | Z z                           |
| И и      | и                | I i                           |
| Й й      | доца и           | Y y                           |
| К к      | к                | K k                           |
| Кх кх    | кх               | Q q                           |
| Къ къ    | къа              | Q̇ q̇                           |
| КI кI    | кIа              | Kh kh                         |
| Л л      | лэ               | L l                           |
| М м      | мэ               | M m                           |
| Н н      | нэ               | N n                           |
| О о      | о                | O o                           |
| Оь оь    | оь               | Ö ö                           |
| П п      | пэ               | P p                           |
| ПI пI    | пIа              | Ph ph                         |
| Р р      | рэ               | R r                           |
| С с      | сэ               | S s                           |
| Т т      | тэ               | T t                           |
| ТI тI    | тIа              | Th th                         |
| У у      | у                | U u                           |
| Уь уь    | уь               | Ü ü                           |
| Ф ф      | фэ               | F f                           |
| Х х      | хэ               | X x                           |
| Хь хь    | хьа              | Ẋ ẋ                           |
| ХI хI    | хIа              | H h                           |
| Ц ц      | цэ               | C c                           |
| ЦI цI    | цIа              | Ċ ċ                           |
| Ч ч      | чэ               | Ç ç                           |
| ЧI чI    | чIа              | Ç̇ ç̇                           |
| Ш ш      | шэ               | Ş ş                           |
| Щ щ      | щэ               |                               |
| (Ъ) ъ    | чIогIа хьаьрк    | Ə ə                           |
| (Ы) ы    | ы                |                               |
| (Ь) ь    | кIеда хьаьрк     |                               |
| Э э      | э                | E e                           |
| Ю ю      | ю                | yu                            |
| Юь юь    | юь               | yü                            |
| Я я      | я                | ya                            |
| Яь яь    | яь               | yä                            |
| I I      | Iа               | J j                           |

Em 1992 um novo alfabeto Latino passou a ser usado para o Checheno, mas com a queda do governo que o introduzira, foi de novo substituído pelo cirílico.
| A a | Ä ä   | B b   | C c | Ċ ċ | Ç ç | Ç̇ ç̇ | D d |
| E e | F f   | G g   | Ġ ġ | H h | X x | Ẋ ẋ | I i |
| J j | K k   | Kh kh | L l | M m | N n | Ŋ ŋ | O o |
| Ö ö | P p   | Ph ph | Q q | Q̇ q̇ | R r | S s | Ş ş |
| T t | Th th | U u   | Ü ü | V v | Y y | Z z | Ƶ ƶ |
| Ə ə |       |       |     |     |     |     |     |

## Fonologia
Checheno tem seus sons consoantes similares aos da Língua árabe ou do “Salish” (índios da América do Norte) e muitas vogais, no que se assemelha à Língua sueca e à Língua alemã.
O jogo de consoantes é mais simples em checheno que nas línguas caucásicas vizinhas; não há labialização, só uma lateral e as ejectivas se reduzem a seis. Ao todo há 34 consoantes, algumas representando posições alófonas e alguns sons exclusivos para empréstimos. As vogais são cinco basicamente: i, e, a, o, u, ainda que esta série amplia-se grandemente por palatalização, labialização, e nasalização. O acento tônico vai na primeira raiz da sílaba.

### Consoantes
A língua Chechena apresenta muitas consoantes, o que é comum nas línguas do Cáucaso. São cerca de 31 consoantes (quantidade varia por dialeto). Como é característico nas línguas da região, as consoantes podem ser Sonoras, Mudas (fracas) e Ejetivas (‘stop”).
|             | Labial | Dental | Post-alveolar | Velar  | Uvular | Faringeal | Glotal |
| ----------- | ------ | ------ | ------------- | ------ | ------ | --------- | ------ |
| Nasal       | m      | n      |               |        |        |           |        |
| Plosiva     | p b pʼ | t d tʼ |               | k g kʼ | q qʼ   |           | ʔ      |
| Africativa  |        | ʦ ʦʼ   | ʧ ʧʼ          |        |        |           |        |
| Fricativa   | f      | s z    | ʃ ʒ           | x ɣ    |        | ħ         | h      |
| Rhótica     |        | r̥ r    |               |        |        |           |        |
| Aproximante | ʋ      | l      | j             |        |        |           |        |

O fonema /ʋ/ é percebido como um [v] antes de vogais frontais

### Vogais
Diferenciando-se das demais línguas caucasianas, o Checheno tem muitas vogais e ditongos, cerca de 27 (depende do dialeto). Nisso se assemelha às línguas escandinavas, ao Alemão, ao Finlandês. Nenhuma análise chegou a definir todas as vogais de forma precisa.
| Frontal não “arredondada” | Frontal “arredondada” | central | posterior |
| ------------------------- | --------------------- | ------- | --------- |
| i i:                      | y y:                  |         | u u:      |
| e e:                      | ø ø:                  | ə       | o o:      |
| æ                         |                       | ɑ ɑ:    |           |